# Dignonville
Dignonville település Franciaországban, Vosges megyében. Lakosainak száma 207 fő (2022. január 1.). Dignonville Longchamp, Sercœur, Villoncourt, Bayecourt, Dogneville és Thaon-les-Vosges községekkel határos.

## Népesség
A település népességének változása:
| Lakosok száma | 187  | 187  | 189  | 190  | 195  | 199  | 210  | 209  | 207  |
|               | 2013 | 2015 | 2016 | 2017 | 2018 | 2019 | 2020 | 2021 | 2022 |